# Vlámové
Vlámové (nizozemsky: Vlamingen) jsou národ obývající převážně Vlámsko – severní část Belgie. Z přibližně 10,2 milionu obyvatel Belgie je Vlámů asi 5,8 milionů, procentuálně 58 %.
Jazyk Vlámů, vlámština, je dialektem nizozemštiny. Užívá specifických výrazů a spojení, které se ve spisovné nizozemštině nevyskytují, ovšem co se gramatické a vizuální stránky týče, dalo by se říct, že Vlámové chovají ke svému jazyku větší úctu, tudíž hovoří mnohem spisovněji a dodržují striktnější pravidla než v tomto ohledu skutečně liberální Nizozemci.[zdroj⁠?!]